# Olaf Paltian
Olaf Paltian (Berlim, 21 de setembro de 1952) é um ex-ciclista alemão que representou a Alemanha Ocidental nos Jogos Olímpicos de Verão de 1976, em Montreal, alcançando o quarto lugar na prova de contrarrelógio (100 km).